# Nursi
Nursi är en ort i Estland. Den ligger i Rõuge kommun och landskapet Võrumaa, i den södra delen av landet, 220 km sydost om huvudstaden Tallinn. Nursi ligger 105 meter över havet och antalet invånare är 145.
Terrängen runt Nursi är platt. Runt Nursi är det mycket glesbefolkat, med 7 invånare per kvadratkilometer. Närmaste större samhälle är Võru, 10,6 km nordost om Nursi. I omgivningarna runt Nursi växer i huvudsak blandskog.